# Llista de bisbes d'Ourense
La llista de bisbes d'Ourense s'inicia vers 433, amb el bisbe Pastor, segons l'episcopologi oficial de la diòcesi. Tanmateix, el primer bisbe documentat és Vitimir, que va regir-la vers el 571-572. El bisbat queda desarticulat amb la conquesta dels musulmans i quan els cristians ocupen el territori, la diòcesi serà dependent durant uns anys d'altres bisbats gallecs, com Lugo o Tui.
| Titular                                                                             | Període             | Nota                                                                       |
| ----------------------------------------------------------------------------------- | ------------------- | -------------------------------------------------------------------------- |
| Pastor o Siagri                                                                     | ca. 433             | Segons l'episcopologi del bisbat d'Ourense                                 |
| Vitimir                                                                             | ca. 571-ca. 572     |                                                                            |
| Lupat                                                                               | ca. 589             |                                                                            |
| Teodor                                                                              | ca. 610             |                                                                            |
| David                                                                               | ca. 633-ca. 638     |                                                                            |
| Gaudesteu                                                                           | ca. 646-ca. 650     |                                                                            |
| Sonna                                                                               | ca. 653-ca. 656     |                                                                            |
| Alari o Hilari                                                                      | ca. 675-ca. 683     |                                                                            |
| Estefan                                                                             | ?                   |                                                                            |
| Fructuós                                                                            | ca. 688-ca. 693     |                                                                            |
| Invasió de la península Ibèrica i ocupació dels territoris per part dels musulmans. |                     |                                                                            |
| Maydus                                                                              | ?                   | Mandat durant el regnat d'Alfons el Cast                                   |
| Adulf                                                                               | ca. 832             | Flórez creu que des de 832 s'ha d'aplicar els bisbes de Lugo als d'Ourense |
| Sebastià                                                                            | ca. 877-881         |                                                                            |
| Censeric                                                                            | ca. 884             |                                                                            |
| Summa                                                                               | ca. 886             |                                                                            |
| Egila                                                                               | ca. 900             |                                                                            |
| Dídac?                                                                              |                     | Flórez l'exclou del llistat                                                |
| Esteve                                                                              | ca. 905             |                                                                            |
| Ansuri o Assur                                                                      | ca. 909/915-ca. 922 |                                                                            |
| Vimarasio                                                                           | ?                   | No resideix a la diòcesi, governa des de Lugo                              |
| Martín?                                                                             | ca. 923/924         |                                                                            |
| Diego Pallítiz                                                                      | 938-954             |                                                                            |
| Fredulfo                                                                            | 956-963             |                                                                            |
| Diego II                                                                            | 967-977             | Bisbe d'Oviedo                                                             |
| Gonzalo                                                                             | 982-985             |                                                                            |
| Viliulfo                                                                            | 986-1003            | Bisbe de Tui                                                               |
| Suario                                                                              | 1022                | Bisbe de Lugo                                                              |
| Vimara                                                                              | 1042-1045           |                                                                            |
| Ederonio                                                                            | ca. 1071-ca. 1088   |                                                                            |
| Pedro                                                                               | ca. 1088-ca. 1096   |                                                                            |
| Diego III                                                                           | 1100-1132           |                                                                            |
| Martín                                                                              | 1132-1156           |                                                                            |
| Pedro Seguín                                                                        | 1157-1169           |                                                                            |
| Adán                                                                                | 1169-1173           |                                                                            |
| Alfonso I                                                                           | 1174-1213           |                                                                            |
| Fernando Méndez                                                                     | 1213-1218           |                                                                            |
| Lorenzo                                                                             | 1218-1248           |                                                                            |
| Juan Díaz                                                                           | 1249-1276           |                                                                            |
| Pedro Yáñez de Noboa                                                                | 1286-1308           |                                                                            |
| Rodrigo                                                                             | ca. 1310            |                                                                            |
| Gonzalo Daza                                                                        | 1311-1319           |                                                                            |
| Gonzalo de Noboa                                                                    | 1320-1332           |                                                                            |
| Vasco Pérez Mariño                                                                  | 1333-1343           |                                                                            |
| Álvaro Pérez de Biedma                                                              | 1343-1351           |                                                                            |
| Juan de Cardallaco                                                                  | 1351-1361           |                                                                            |
| Alfonso II                                                                          | 1363-1367           |                                                                            |
| Juan García Manrique                                                                | 1368-1376           |                                                                            |
| Martín de la Sierra?                                                                | ?                   | Flórez l'exclou del llistat                                                |
| García                                                                              | 1379-1382           |                                                                            |
| Pascual García                                                                      | 1383-1390           |                                                                            |
| Diego de Anaya y Maldonado                                                          | 1390-1392           |                                                                            |
| Pedro Díaz                                                                          | 1392-1408           |                                                                            |
| Francisco Alfonso                                                                   | 1409-1419           |                                                                            |
| Alfonso de Cusanca                                                                  | 1420-1424           |                                                                            |
| Álvaro Pérez Barreguín                                                              | 1424-1425           |                                                                            |
| Diego Rapado                                                                        | 1425-1443           |                                                                            |
| Juan de Torquemada                                                                  | 1443-1447           |                                                                            |
| Pedro de Silva                                                                      | 1447-1462           |                                                                            |
| Seu vacant. Administra el cardenal Juan de Torquemada                               |                     |                                                                            |
| Alfonso López de Valladolid                                                         | 1466-1469           |                                                                            |
| Diego de Fonseca                                                                    | 1471-1484           |                                                                            |
| Antonioto Palavicino Gentil                                                         | 1486-1507           |                                                                            |
| Pedro Isualles y de Rijolis                                                         | 1508-1511           |                                                                            |
| Orlando de la Rubere                                                                | 1511-1527           |                                                                            |
| Fernando de Valdés                                                                  | 1529-1532           |                                                                            |
| Rodrigo de Mendoza                                                                  | 1532-1537           |                                                                            |
| Antonio Ramírez de Haro                                                             | 1538-1539           |                                                                            |
| Fernando Niño y Zapata                                                              | 1539-1542           |                                                                            |
| Francisco Manrique de Lara                                                          | 1542-1556           |                                                                            |
| Francisco Blanco                                                                    | 1556-1565           |                                                                            |
| Fernando Tricio de Arenzana                                                         | 1565-1578           |                                                                            |
| Juan de San Clemente                                                                | 1578-1587           |                                                                            |
| Pedro González de Acebedo                                                           | 1587-1595           |                                                                            |
| Miguel Ares                                                                         | 1595-1610           |                                                                            |
| Sebastián de Bricianos                                                              | 1611-1617           |                                                                            |
| Pedro Ruiz de Valvidieso                                                            | 1618-1621           |                                                                            |
| Juan de la Torre y Ayala                                                            | 1622-1626           |                                                                            |
| Juan Venido                                                                         | 1626-1630           |                                                                            |
| Diego de Zúñiga y Sotomayor                                                         | 1631-1633           |                                                                            |
| Luis García Rodríguez                                                               | 1634-1637           |                                                                            |
| Juan de Velasco y Acevedo                                                           | 1637-1642           |                                                                            |
| Antonio Payno                                                                       | 1643-1653           |                                                                            |
| Alfonso de San Vitores                                                              | 1654-1659           |                                                                            |
| José de la Peña                                                                     | 1659-1663           |                                                                            |
| Francisco Rodríguez Castañón                                                        | 1664-1668           |                                                                            |
| Baltasar de los Reyes                                                               | 1668-1673           |                                                                            |
| Diego Ros de Medrano                                                                | 1673-1694           |                                                                            |
| Damián Cornelo                                                                      | 1694-1706           |                                                                            |
| Juan de Arteaga Dicastillo                                                          | 1707                |                                                                            |
| Marcelino Siuri                                                                     | 1709-1717           |                                                                            |
| Juan Muñoz de la Cueva                                                              | 1717-1728           |                                                                            |
| Andrés Cid                                                                          | 1729-1734           |                                                                            |
| Pedro Manso                                                                         | 1736                | No va prendre possessió                                                    |
| Juan de Zuazo y Tejado                                                              | 1736                | Va morir sense ser consagrat                                               |
| Agustí Eura i Martró                                                                | 1738-1763           |                                                                            |
| Francisco Galindo Sanz                                                              | 1764-1769           |                                                                            |
| Pedro Quevedo Quintano                                                              | 1776-1818           |                                                                            |
| Dámaso Iglesias Lago                                                                | 1818-1840           |                                                                            |
| Juan Manuel Bedoya                                                                  | 1847                | Bisbe electe, va renunciar al càrrec                                       |
| Pedro Zarandia y Endara                                                             | 1848-1851           |                                                                            |
| Luis de la Lastra y Cuesta                                                          | 1853-1857           |                                                                            |
| José Ávila y Lamas                                                                  | 1857-1866           |                                                                            |
| José de la Cuesta y Maroto                                                          | 1866-1871           |                                                                            |
| Cesáreo Rodrigo Rodríguez                                                           | 1876-1895           |                                                                            |
| Pascual Carrascosa y Gabaldón                                                       | 1896-1904           |                                                                            |
| Eustaquio Ilundain y Esteban                                                        | 1904-1921           |                                                                            |
| Florencio Cerviño Conzález                                                          | 1922-1941           |                                                                            |
| Francisco Blanco Nájera                                                             | 1945-1952           |                                                                            |
| Ángel Temiño Sáiz                                                                   | 1953-1987           |                                                                            |
| José Diéguez Reboredo                                                               | 1987-1996           |                                                                            |
| Carlos Osoro Sierra                                                                 | 1997-2002           |                                                                            |
| Luis Quinteiro Fiuza                                                                | 2002-2010           |                                                                            |
| José Leonardo Lemos Montanet                                                        | 2012-Avui           |                                                                            |